# مانجو
مانجو (به ژاپنی: 饅頭, まんじゅう Manjū) یکی از انواع واگاشی (شیرینی ژاپنی) است.